# Amari Cooper
Pour les articles homonymes, voir Cooper.
(en) Statistiques sur pro-football-reference
Amari Cooper, né le 18 juin 1994 à Miami, est un sportif professionnel américain de football américain jouant au poste de wide receiver dans la National Football League (NFL) depuis la saison 2015, et actuellement pour les Bills de Buffalo.
Après une carrière universitaire de trois ans avec les Crimson Tide de l'Alabama où il remporte un titre de champion national la première année, en 2012, il est sélectionné à la 4e place de la draft 2015 de la NFL de la National Football League par la franchise des Raiders d'Oakland. Il y reste quatre saisons avant de rejoindre les Cowboys de Dallas en 2018,  les Browns de Cleveland en 2022 et le Bills en 2024.

## Biographie

### Jeunesse
Amari Cooper entre au lycée de Miami Northwestern High School. Il y excelle en basket-ball, athlétisme et football américain. Dans l'équipe de football américain, il y côtoie notamment Teddy Bridgewater (quarterback des Vikings du Minnesota) dont il devient la cible favorite. Lors de sa dernière année en tant senior, en 2011, il effectue une excellente saison, avec 33 réceptions pour 722 yards, ce qui lui vaut d'être reconnu comme un des meilleurs joueurs du pays. Il est ainsi invité aux Under Armour All-America Game qui réunit chaque année les meilleurs joueurs seniors de lycée. Lors de ce match, sa route rencontre celle de Jameis Winston, futur quarterback des Seminoles de Florida State et Trophée Heisman en 2014.
Se performances lui valent de nombreuses offres des Seminoles de Florida State, des Hurricanes de Miami ou des Buckeyes d'Ohio State. C'est finalement celle des Crimson Tide de l'Alabama, au camp d'été duquel il avait impressionné, qu'il choisit.

### Carrière universitaire
Dès la première saison (2012), il s'impose comme un titulaire et établit un nouveau record de l'université avec 59 réceptions, 1 000 yards et 11 touchdowns. Il y remporte le premier de ses deux titres de champion de la conférence SEC. Surtout, il conduit l'attaque des Crimson Tide lors de la finale nationale avec 105 yards et 2 touchdowns, et remporte le titre de champion national universitaire en battant les Fighting Irish de Notre Dame.
Après une moins bonne saison en tant que sophomore en 2013, c'est en tant que junior qu'il réalise sa plus belle saison en 2014, avec pas moins de 124 réceptions, 1 727 yards et 16 touchdowns. Cette saison lui permet de battre de nombreux records de l'université, de remporter son second titre de champion de conférence SEC et d'être élu meilleur wide receiver, notamment dans l'équipe-type nationale All America et de remporter le Trophée Ferd Biletnikoff. Il est également finaliste du Trophée Heisman, finissant 3e derrière Marcus Mariota et Jameis Winston, le précédent lauréat. Ces 3 finalistes sont ainsi les favoris de la draft 2015 de la NFL

### Carrière professionnelle

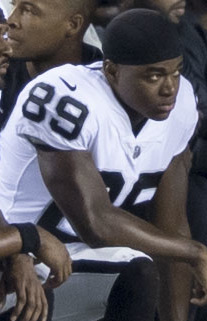
Amari Cooper en 2017.

#### Draft
Cooper est sélectionné en 4e rang lors du premier tour de la draft 2015 de la NFL par la franchise des Raiders d'Oakland.

#### Cowboys de Dallas
Cooper est échangé le 22 octobre 2018 aux Cowboys de Dallas contre une sélection de premier tour de la draft 2019 de la NFL.

#### Browns de Cleveland
Le 12 mars 2022, Cooper est de nouveau échangé, cette fois aux Browns de Cleveland avec un choix de sixième tour contre des choix de cinquième et de sixième tour.

#### Bills de Buffalo
Le 15 octobre 2024, les Browns échangent Cooper et un choix de 6e tour de la draft 2025 aux Bills de Buffalo contre un choix de 3e tour de la draft 2025 et un choix de 7e tour de la draft 2026.

## Statistiques
| Année       | Équipe                    | Statut      | MJ |     | Passes réceptionnées | Passes réceptionnées | Passes réceptionnées | Passes réceptionnées |       | Courses | Courses | Courses | Courses |
| Année       | Équipe                    | Statut      | MJ | Nb. | Yards                | Moy.                 | TD                   | Nb.                  | Yards | Moy.    | TD      |         |         |
| 2012        | Crimson Tide de l'Alabama | Fr.         | 14 | 059 | 1 000                | 16,9                 | 11                   | 0                    | 0     | 00,0    | 0       |         |         |
| 2013        | Crimson Tide de l'Alabama | So.         | 11 | 045 | 0 736                | 16,4                 | 04                   | 1                    | 28    | 28,0    | 0       |         |         |
| 2014        | Crimson Tide de l'Alabama | Jr.         | 14 | 124 | 1 727                | 13,9                 | 16                   | 5                    | 23    | 04,6    | 0       |         |         |
| Totaux NCAA | Totaux NCAA               | Totaux NCAA | 39 | 228 | 3 463                | 15,2                 | 31                   | 6                    | 51    | 08,5    | 0       |         |         |

| Taille               | Poids          | Bras            | Main          | Sprint   | Sprint   | Sprint   | Shuttle 20 yards | 3 cones drill | Détente       | Détente             | Développé couché | Test Wonderlic |
| Taille               | Poids          | Bras            | Main          | 40 yards | 10 yards | 20 yards | Shuttle 20 yards | 3 cones drill | verticale     | horizontale         | Développé couché | Test Wonderlic |
| 1,85 m (6 ft 0 ⅞ in) | 96 kg (211 lb) | 80 cm (31 ½ in) | 25 cm (10 in) | 4,42 s   | 1,61 s   | 2,63 s   | 3,98 s           | 6,71 s        | 84 cm (33 in) | 3,05 m (10 ft 0 in) | -                | 21             |

| Année              | Équipe              | MJ  |                 | Passes réceptionnées | Passes réceptionnées | Passes réceptionnées | Passes réceptionnées |                 | Courses         | Courses         | Courses         | Courses |   | Fumbles | Fumbles |
| Année              | Équipe              | MJ  | Nb.             | Yards                | Moy.                 | TD                   | Nb.                  | Yards           | Moy.            | TD              | Nb.             | Perdus  |   |         |         |
| 2015               | Raiders d'Oakland   | 16  | 72              | 1 070                | 14,9                 | 6                    | 3                    | - 3             | - 1,0           | 0               | 1               | 1       |   |         |         |
| 2016               | Raiders d'Oakland   | 16  | 83              | 1 153                | 13,9                 | 5                    | 1                    | 0               | 00,0            | 0               | 2               | 0       |   |         |         |
| 2017               | Raiders d'Oakland   | 14  | 48              | 0 680                | 14,2                 | 7                    | 1                    | 04              | 04,0            | 0               | 1               | 0       |   |         |         |
| 2018               | Raiders d'Oakland   | 06  | 22              | 0 280                | 12,7                 | 1                    | 1                    | 09              | 09,0            | 0               | 0               | 0       |   |         |         |
| 2018               | Cowboys de Dallas   | 09  | 53              | 0725                 | 13,7                 | 6                    | 1                    | 11              | 11,0            | 0               | 2               | 2       |   |         |         |
| 2019               | Cowboys de Dallas   | 16  | 79              | 1 189                | 15,1                 | 8                    | 01                   | 6               | 06,0            | 0               | 0               | 0       |   |         |         |
| 2020               | Cowboys de Dallas   | 16  | 92              | 1 114                | 12,1                 | 5                    | 6                    | 14              | 02,3            | 0               | 0               | 0       |   |         |         |
| 2021               | Cowboys de Dallas   | 15  | 68              | 0 865                | 12,7                 | 8                    | 0                    | 0               | 00,0            | 0               | 1               | 0       |   |         |         |
| 2022               | Browns de Cleveland | 17  | 78              | 1 160                | 14,9                 | 9                    | 0                    | 0               | 00,0            | 0               | 0               | 0       |   |         |         |
| 2023               | Browns de Cleveland | 15  | 72              | 1 250                | 07,4                 | 5                    | 0                    | 0               | 00,0            | 0               | 2               | 1       |   |         |         |
| 2024               | Browns de Cleveland | ?   | Saison en cours | Saison en cours      | Saison en cours      | Saison en cours      |                      | Saison en cours | Saison en cours | Saison en cours | Saison en cours | ?       | ? |         |         |
| Totaux en carrière | Totaux en carrière  | 140 | 667             | 9 684                | 14,1                 | 60                   | 14                   | 41              | 2,9             | 0               | 9               | 4       |   |         |         |

| Année              | Équipe              | MJ |     | Passes réceptionnées | Passes réceptionnées | Passes réceptionnées | Passes réceptionnées |       | Courses | Courses | Courses | Courses |  | Fumbles | Fumbles |
| Année              | Équipe              | MJ | Nb. | Yards                | Moy.                 | TD                   | Nb.                  | Yards | Moy.    | TD      | Nb.     | Perdus  |  |         |         |
| 2016               | Raiders d'Oakland   | 1  | 02  | 010                  | 05,0                 | 0                    | -                    | -     | -       | -       | 0       | 0       |  |         |         |
| 2018               | Cowboys de Dallas   | 2  | 13  | 171                  | 13,2                 | 1                    | -                    | -     | -       | -       | 1       | 0       |  |         |         |
| 2021               | Cowboys de Dallas   | 1  | 06  | 064                  | 10,7                 | 1                    | -                    | -     | -       | -       | 1       | 0       |  |         |         |
| 2023               | Browns de Cleveland | 1  | 04  | 059                  | 14,8                 | 0                    | -                    | -     | -       | -       | 0       | 0       |  |         |         |
| Totaux en carrière | Totaux en carrière  | 5  | 25  | 304                  | 12,2                 | 2                    | -                    | -     | -       | -       | 2       | 0       |  |         |         |